# Voiussa
col sangue degli Alpini s'è fatta rossa.»
(Sul ponte di Perati)
Il fiume Voiussa (in albanese Vjosë nella forma indefinita, Vjosa nella forma definita) o Aóos (in greco Αώος, in latino Aous) scorre nella Grecia nord-occidentale e nell'Albania sud-occidentale. Ha una lunghezza totale di 272 km, di cui i primi 80 in Grecia. Nasce dalla catena del Pindo, nell'Epiro. Dopo aver attraversato il confine fra i due Stati, attraversa l'Albania meridionale e sfocia nel Canale d'Otranto, 24 km a nord di Valona, segnando il confine tra l'omonima prefettura e quella di Fier.

## Percorso
Sgorga presso il villaggio di Vovussa, situato nella catena montuosa del Pindo, e poi attraversa una serie di gole nel parco nazionale Vikos–Aoös. Superata la cittadina di Konitsa, riceve alla destra orografica il Sarantaporos, che segna anche il confine tra l'Albania e la Grecia. Una volta in territorio albanese, continua il suo percorso verso nord-ovest scorrendo attraverso la prefettura di Argirocastro e bagnando Tepelenë. Lambito il villaggio di Shkozë, segna il confine tra la prefettura di Valona e quella di Fier. A valle della località di Selenizza riceve alla sinistra orografica la Suscizza, dopodiché entra nella pianura costiera. Qui percorre i suoi ultimi chilometri, formando una serie di anse e intersecando la strada statale 8 e l'Autostrada A2. Sfocia nel mare Adriatico a 25 km a nord del porto di Valona.

## Storia
Fu teatro, specie nei pressi del villaggio albanese di confine Perati, della campagna di Grecia, durante la seconda guerra mondiale. La Voiussa è ricordata nella canzone alpina Sul ponte di Perati.